# Методи Владимиров
Методи Владимиров е български журналист от Нова телевизия, водещ на „Новините на NOVA“. Преди това работи в „България Он Еър“, TV7 и News7.

## Биография
Роден е на 8 юли 1988 г. в град София, Народна република България. Получава бакалавърска степен по журналистика и масмедии, а след това магистърска степен по продуцентство и културни индустрии в Университета за национално и световно стопанство.
През 2013 г. стартира професионалната си дейност като журналист. Той отразява едни от най-горещите събития на световната сцена. Като специален пратеник е следил протестите в Румъния и Македония, бежанската криза в Гърция, анексирането на Крим, терористичните атентати в Европа, опита за държавен преврат в Турция, както и редица природни бедствия, пред които се изправя Европа през годините. В ежедневната си дейност той следи теми, свързани с финансите на българите, енергетиката и икономиката. През 2017 г. става част от екипа на „Новините на NOVA“ по Нова телевизия.